# 黄海龙将军祠
黄海龙将军祠，位于中国广东省河源市紫金县敬梓镇中联村，为紫金县的一个县级文物保护单位，类型为古建筑，公布时间为1999年1月。
黄海龙将军祠的历史年代为南宋。